# Джонс, Дэвид (программист)
Дэвид Джонс (англ. David Jones; род. 11 марта 1966, Данди) — британский геймдизайнер и предприниматель, основал в 1988 году компанию DMA Design (с 2002 года носит название Rockstar North) и в 2002 году Realtime Worlds. Создал такие известные игры как Lemmings и Grand Theft Auto. Последние его работы: Crackdown — видеоигра с открытым миром, в жанре шутер от третьего лица для платформы Xbox 360 и массовая многопользовательская онлайн-игра в жанре экшен All Points Bulletin.

## Биография
Карьера Дэвида Джонса началась с игры Menace (первоначальное название Draconia). Это был сайд-скроллерный шутер в космическом сеттинге, созданный Дэвидом и его другом Тони Смитом. Menace уже была подписана, как разработанная студией DMA Design. После долгих поисков издателя игру согласилась издавать компания Psygnosis. Menace была выпущена в 1988 году и продалась тиражом в 15 000 экземпляров. Затем студия выпустила подобный сайд-скроллерный шутер Blood Money.
Далее в 1991 году студия выпустила игру Lemmings. Игра получила хорошие отзывы, имела большую популярность и получила множество наград. Следующие несколько лет студия занималась тем, что выпускала различные продолжения леммингов. Но были созданы и другие игры, например тактический шутер Hired Guns. Или гонка на уницикле Uniracers (в Европе Unirally). Игра успела продаться тиражом в 300 тысяч копий прежде чем была запрещена к распространению. Виной тому послужил судебный иск от компании Pixar, которые усмотрели в игре нарушение своих авторских прав (имелся ввиду мультфильм «Звезда цирка»).
В середине 90-х годов к DMA обратилась компания Nintendo с просьбой сделать игру для разрабатываемой новой игровой консоли Nintendo 64. Студия начала работать над игрой Body Harvest. Это была трёхмерная аркада про нападение инопланетян на Землю. Уровни в игре представляли собой открытые локации, была возможность садиться в транспортные средства.
В 1995 году студия приступила к разработке игры Race’n’Chase про автомобильные погони и аварии. Игра вышла в 1997 году под названием Grand Theft Auto. Позже к ней было выпущено два дополнения — London 1969 и London 1961, а в 1999 году вторая часть Grand Theft Auto 2.
На рубеже тысячелетий DMA Design в результате различных финансовых ходов оказалась принадлежащей издательству Take-Two Interactive. В 2002 году Дэвид Джонс покинул студию и основал новую под названием Realtime Worlds. Новая компания разработала две игры. Первой была Crackdown, игра с открытым миром в жанре шутер от третьего лица. Другой игрой стала All Points Bulletin, которая представляла собой онлайн-версию GTA. Игра была принята плохо, была перезапущена (APB: Reloaded), но также без особого успеха. Компания Realtime Worlds обанкротилась в 2010 году. Впоследствии работал над игрой Crackdown 3.

## Работы
- Menace (1988)
- Blood Money (1989)
- Lemmings (1991)
- Oh No! More Lemmings (1991)
- Lemmings 2: The Tribes (1993)
- Holiday Lemmings (1993)
- Hired Guns (1993)
- The Lemmings Chronicles (1994)
- Grand Theft Auto (1997)
- Body Harvest (1998)
- Space Station Silicon Valley (1998)
- Tanktics (1999)
- Grand Theft Auto 2 (1999)
- Mobile Forces (2002)
- Crackdown (2007)
- APB: All Points Bulletin (2010)
- Crackdown 3 (2019)